# Вашингтон-Даллес (аеропорт)

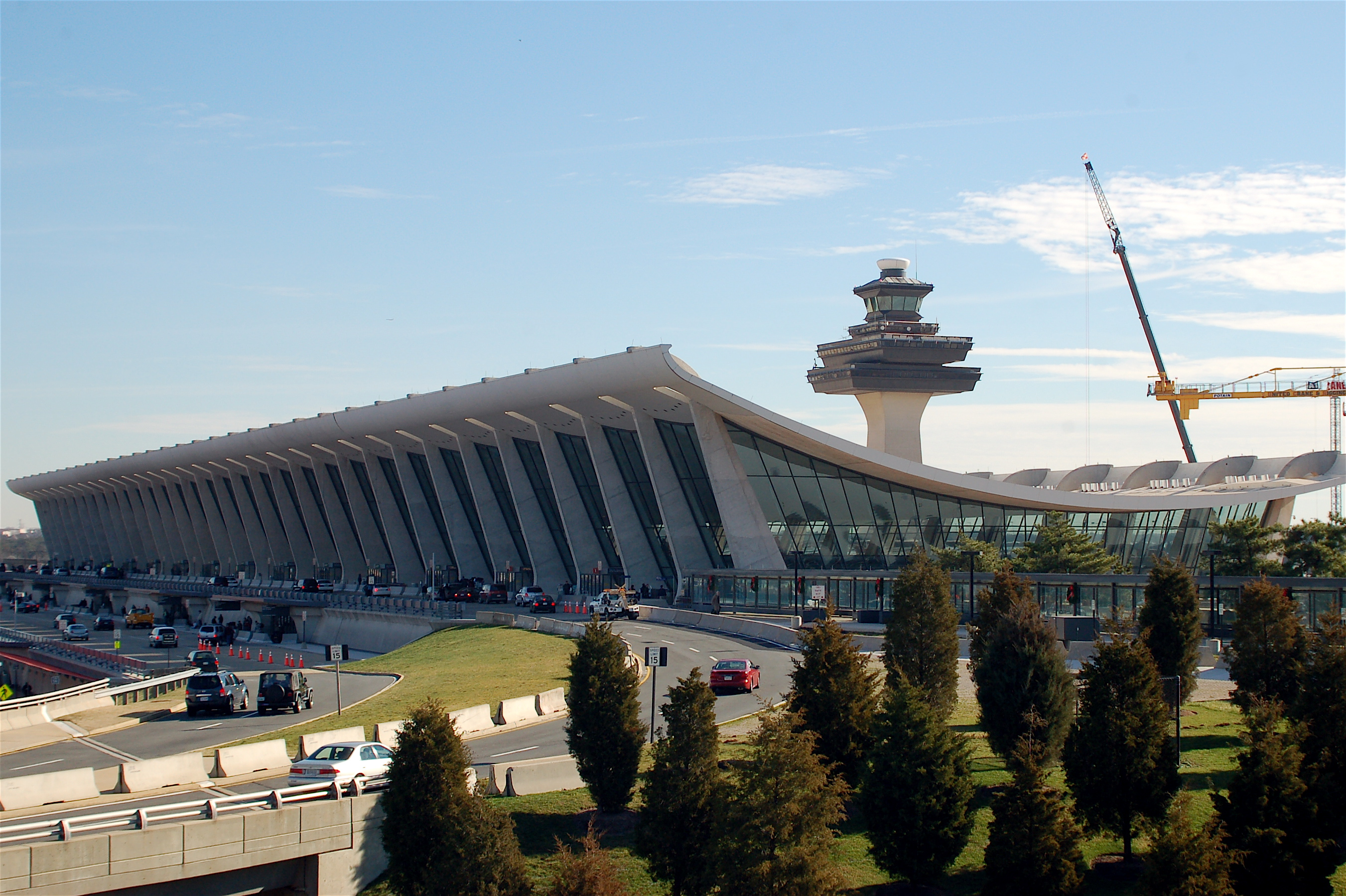
Головний термінал

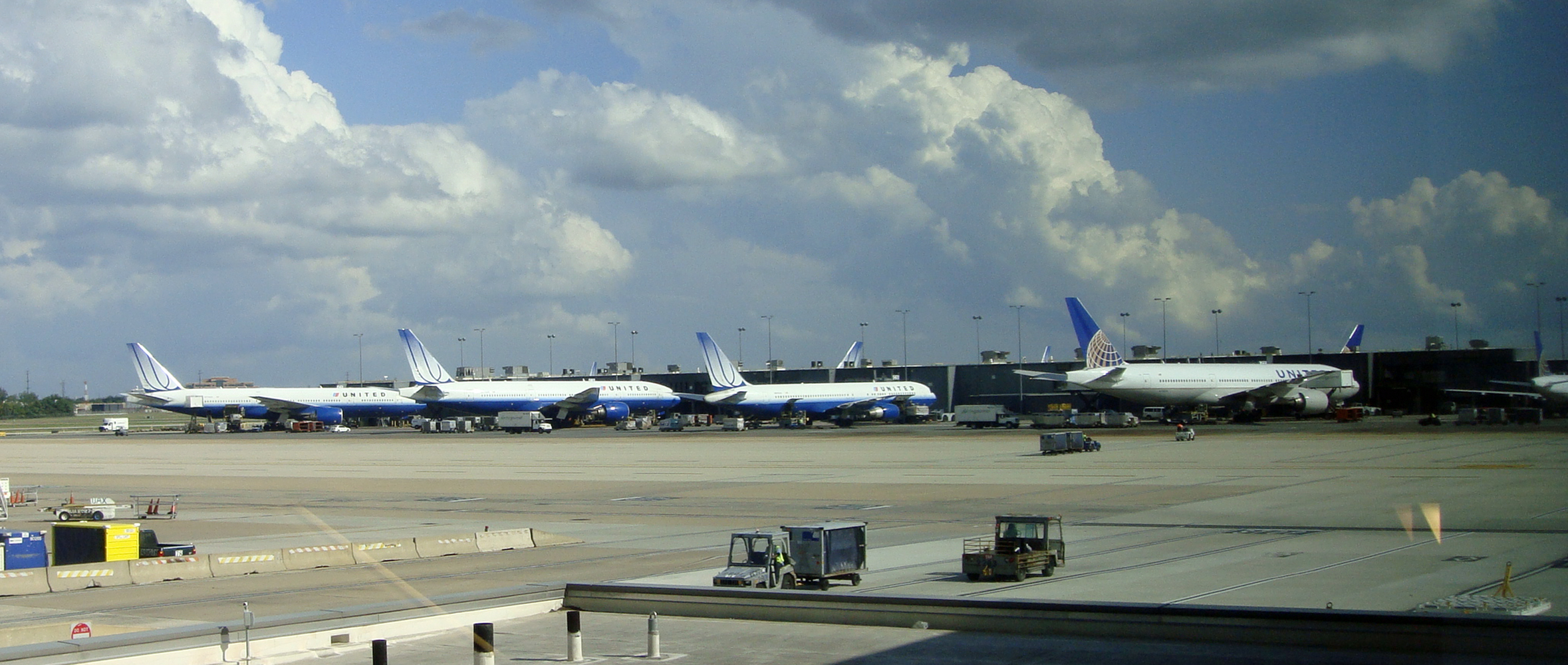
An assortment of United Airlines Boeing 767-300ER and Boeing 777-200ERs lined up at Concourse C in 2011

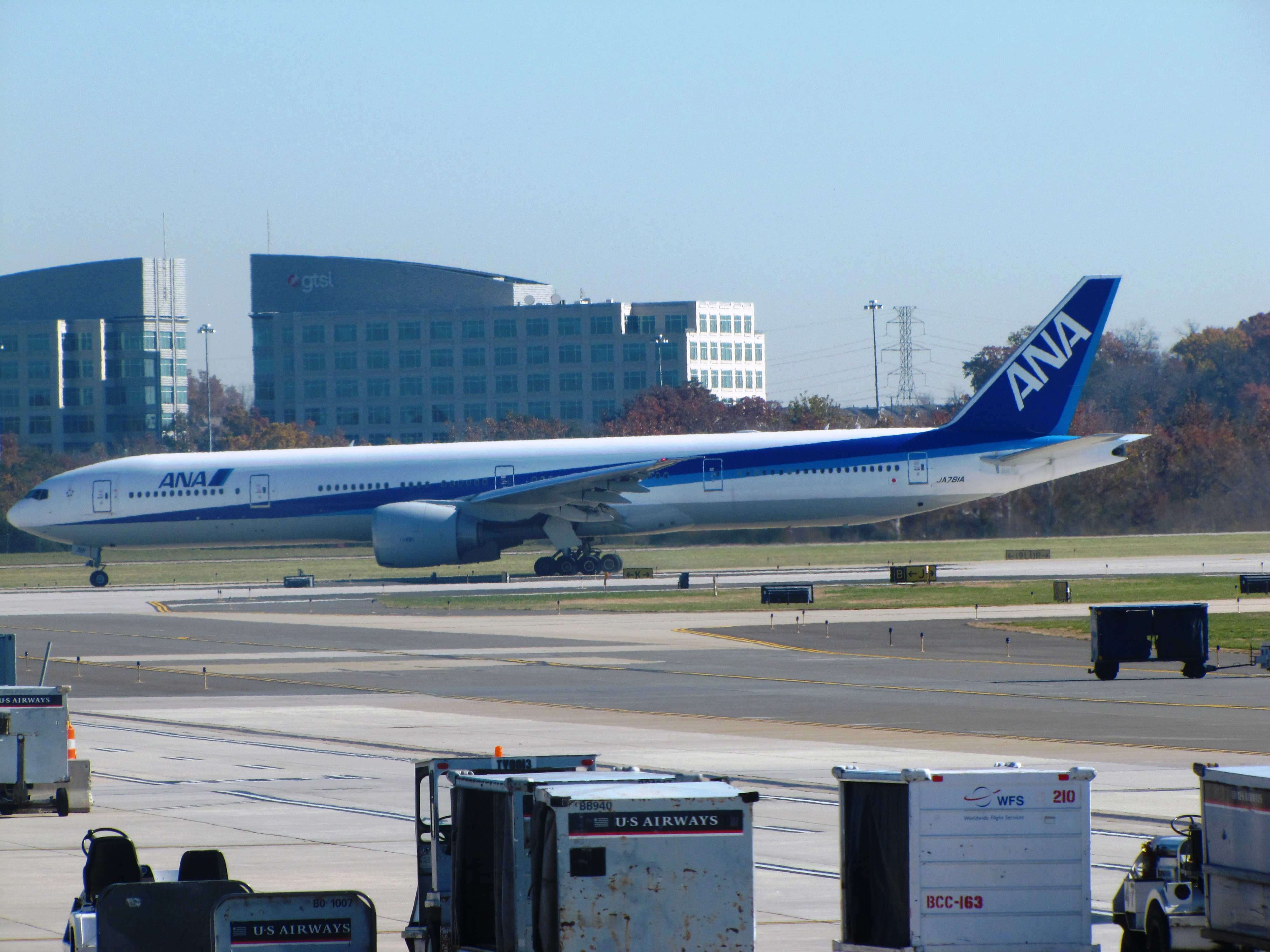
An All Nippon Airways Boeing 777-300ER taxiing

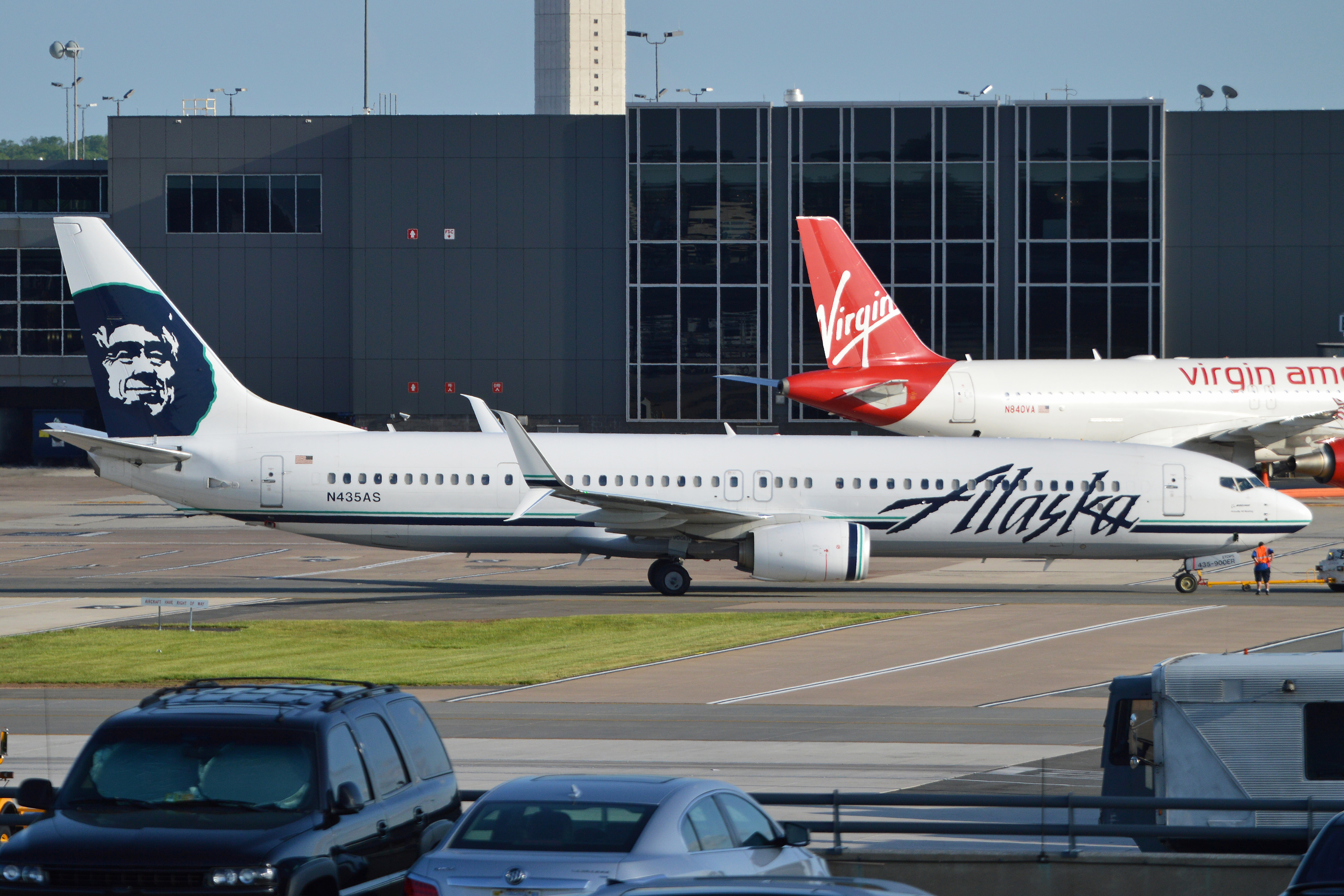
An Alaska Airlines Boeing 737-900ER taxing by Concourse B with a Virgin America Airbus A320 in the background

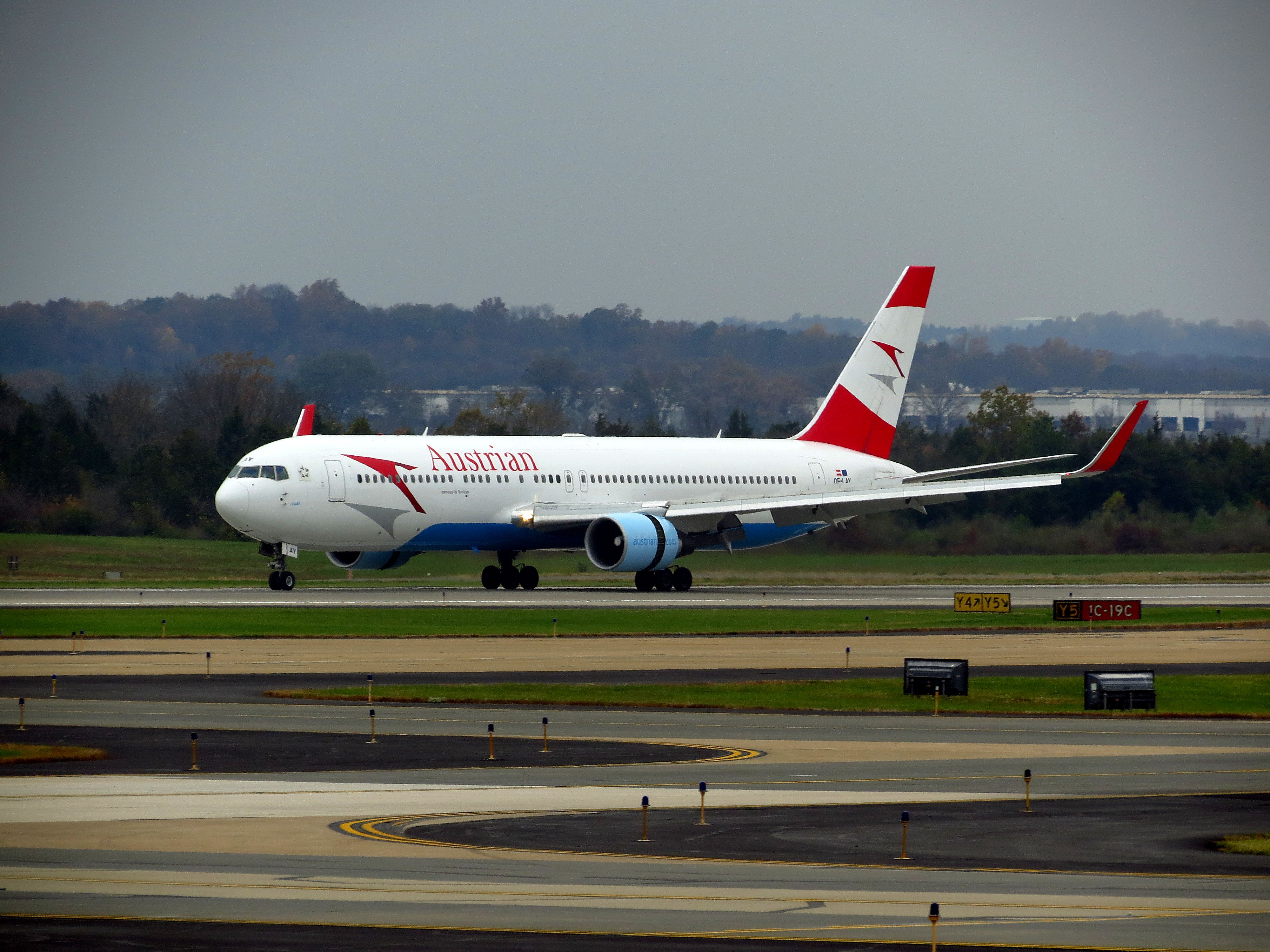
An Austrian Airlines Boeing 767-300ER landing on Runway 19C /1C

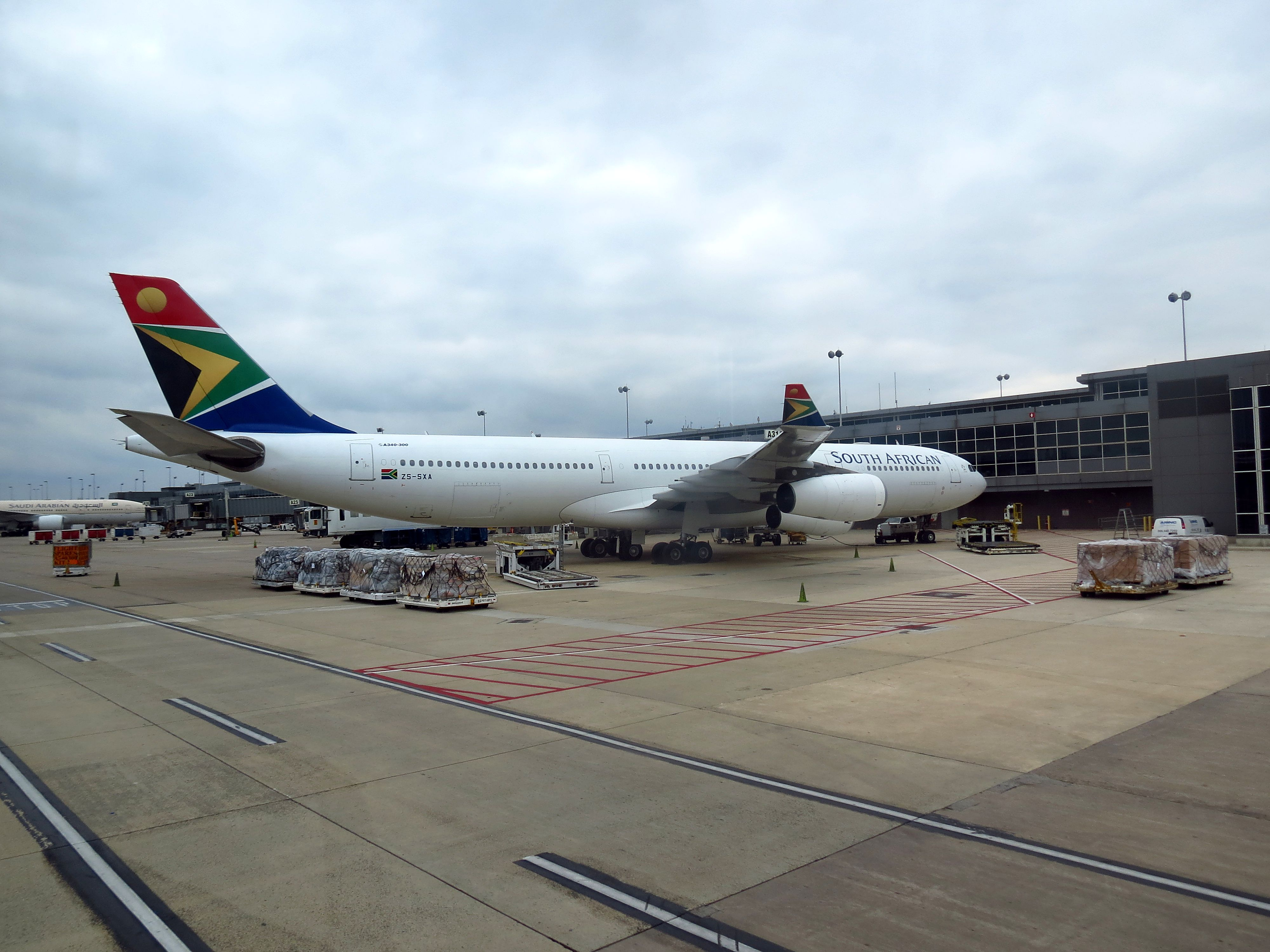
A South African Airways Airbus A340-300 parked at Concourse A

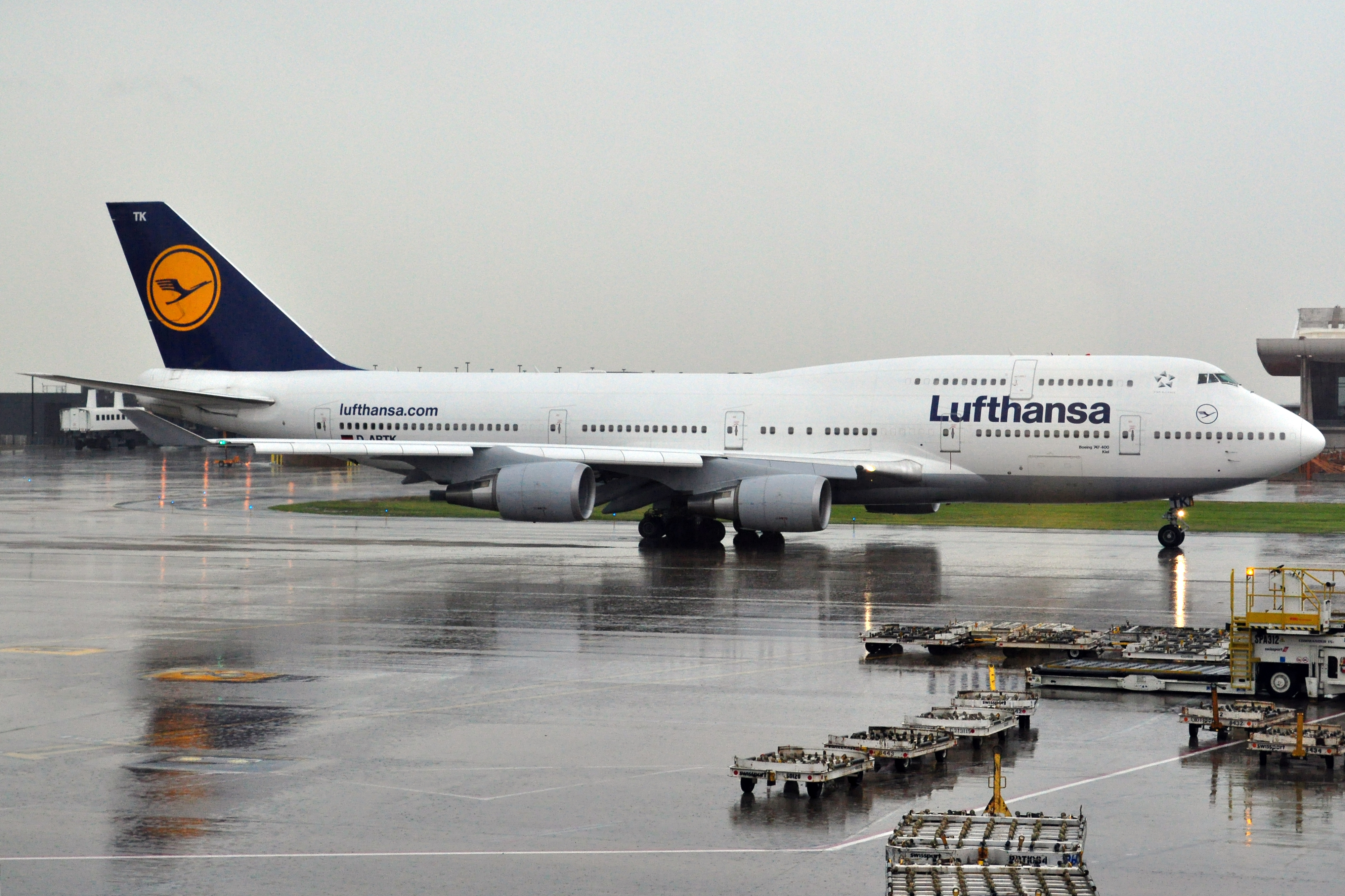
A Lufthansa Boeing 747-400 taxiing in heavy rain

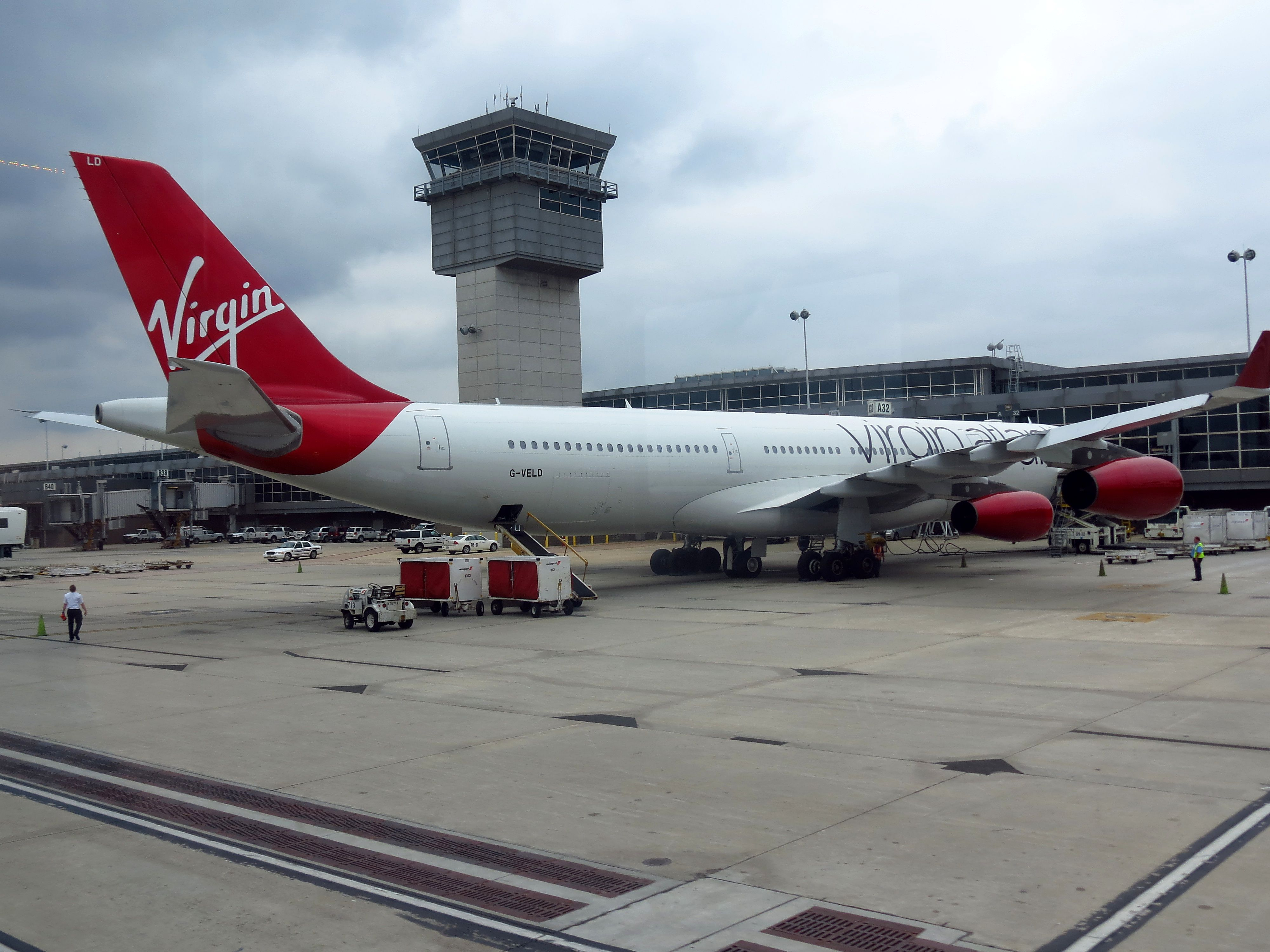
A Virgin Atlantic Airbus A340-300 parked at Concourse A

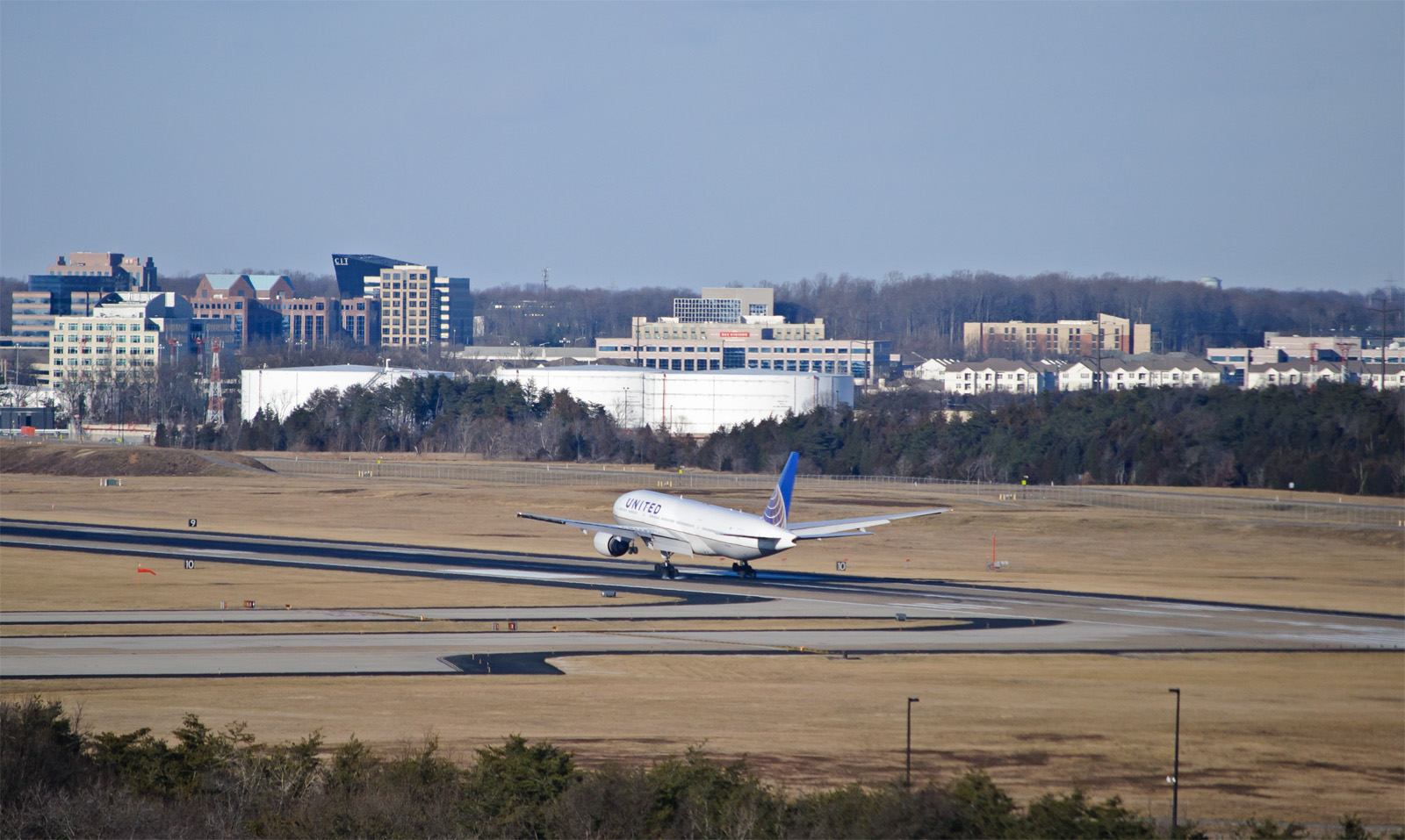
A United Airlines Boeing 777-200 lands on Runway 1R/19L

Вашингтонський міжнародний аеропорт імені Даллеса (IATA: IAD, ICAO: KIAD, FAA ідент. місц.: IAD) — міжнародний аеропорт на сході США, розташований в округах Лоудун і Ферфакс у штаті Вірджинія, за 42 км на захід від центру Вашингтона.
Відкритий у 1962 році, він названий так на честь Джона Фостера Даллеса (1888–1959), 52-го державного секретаря, який служив під керівництвом президента Дуайта Д. Ейзенхауера. Головний термінал Даллеса — відомий пам'ятник Ере Саарінен. Аеропорт Даллеса, що працює під управлінням аеропортів Метрополітана Вашингтона, займає 52,6 км2 Перетинаючи Лоудун-Ферфакс Більша частина аеропорту перебуває в некорпораційній громаді Даллеса в окрузі Лоудун, мала частина в неінкорпоральному товаристві міста Шантель в окрузі Ферфакс. Аеропорт обслуговує столицю США — Вашингтон.
Даллес є одним з трьох основних аеропортів у великому районі Балтімор-Вашингтон, що має понад 21 мільйона пасажирів на рік. Даллес має найбільший міжнародний пасажиропотік в будь-якому аеропорту Середньої Атлантики за межами району Нью-Йорка, включаючи приблизно 90 % міжнародних пасажирських перевезень у регіоні Балтімор-Вашингтон. Даллес у середньому обслуговує 60 000 пасажирів на день

## Авіалінії та напрямки на жовтень 2018

### Пасажирські
| Авіакомпанія                 | Пункт призначення | Джерела |
| ---------------------------- | --- | ------- |
| Aer Lingus                   | Дублін | [ 10 ]  |
| Аерофлот                     | Москва-Шереметьєво | [ 11 ]  |
| Aeroméxico                   | Мехіко | [ 12 ]  |
| Air Canada Express           | Монреаль-Трюдо, Торонто-Пірсон | [ 13 ]  |
| Air China                    | Пекін-Столичний | [ 14 ]  |
| Air France                   | Париж-Шарль де Голль | [ 15 ]  |
| Air India                    | Делі | [ 16 ]  |
| Alaska Airlines              | Лос-Анджелес, Сан-Франциско, Сіетл-Такома | [ 17 ]  |
| All Nippon Airways           | Токіо-Наріта | [ 18 ]  |
| American Airlines            | Шарлотт, Даллас-Форт-Верт, Лос-Анджелес, Маямі (закінчується 19 грудня 2018) | [ 20 ]  |
| American Eagle               | Шарлотт | [ 20 ]  |
| Austrian Airlines            | Відень | [ 21 ]  |
| Aviancaa                     | Богота, Ла-Пас | [ 22 ]  |
| Avianca El Salvador          | Сан-Сальвадор | [ 22 ]  |
| Boutique Air                 | Джонстаун (Пенсильванія) | [ 23 ]  |
| British Airways              | Лондон-Хітроу | [ 24 ]  |
| Brussels Airlines            | Сезонний: Брюссель | [ 25 ]  |
| Cathay Pacific               | Гонконг | [ 27 ]  |
| Copa Airlines                | Панама | [ 28 ]  |
| Delta Air Lines              | Атланта, Міннеаполіс-Сент-Пол, Солт-Лейк-Сіті, Сіетл-Такома Сезонний: Канкун | [ 30 ]  |
| Delta Connection             | Детройт, Міннеаполіс-Сент-Пол, Нью-Йорк-Дж. Кеннеді | [ 30 ]  |
| Emirates                     | Дубай-Міжнародний | [ 31 ]  |
| Ethiopian Airlinesb          | Аддис-Абеба | [ 32 ]  |
| Etihad Airways               | Абу-Дабі | [ 33 ]  |
| Frontier Airlines            | Остін, Денвер, Лам-Вегас, Орландо, Сан-Антоніо, Талса Сезонний: Колорадо-Спрінгс | [ 34 ]  |
| Icelandair                   | Рейк'явік-Кеплавік | [ 35 ]  |
| JetBlue Airways              | Бостон, Нью-Йорк-Дж. Кеннеді | [ 36 ]  |
| KLM                          | Амстердам | [ 37 ]  |
| Korean Air                   | Сеул-Інчхон | [ 38 ]  |
| Lufthansa                    | Франкфурт, Мюнхен | [ 39 ]  |
| Porter Airlines              | Торонто-Біллі Бішоп | [ 40 ]  |
| Primera Air                  | Брюссель (починається 2 червня 2019), Лондон-Станстед | [ 43 ]  |
| Qatar Airways                | Доха | [ 44 ]  |
| Royal Air Maroc              | Касабланка | [ 45 ]  |
| Saudi Arabian Airlines       | Джидда, Ер-Ріяд Hajj: Медіна | [ 46 ]  |
| Scandinavian Airlines System | Копенгаген | [ 47 ]  |
| South African Airways        | Аккра, Дакар-Діасс, Йоханессбург-Тамбо | [ 48 ]  |
| Southwest Airlines           | Атланта, Денвер, Форт-Лодердейл, Орландо | [ 49 ]  |
| Turkish Airlines             | Стамбул-Ататюрк | [ 50 ]  |
| United Airlines              | Амстердам, Атланта, Остін, Пекін-Столичний, Бостон, Брюссель, Канкун, Чикаго-О'Хара, Клівленд, Даллас-Форт-Верт, Денвер, Форт-Лодердейл, Франкфурт, Женева, Гартфорд, Гонолулу, Х'юстон-Інтерконтінентал, Лас-Вегас, Лондон-Хітроу, Лос-Анджелес, Мехіко, Мюнхен, Ньюарк, Новий Орлеан, Орландо, Париж-Шарль де Голль, Філадельфія, Фінікс-Скай-Харбор, Портленд (Мен), Портленд (Орегон), Ралей-Дурхам, Сакраменто, Сан-Дієго, Сан-Франциско, Сан-Хуан, Сан-Паулу-Гуарульюс, Сіетл-Такома, Тампа, Тель-Авів-Бен Гуріон (починається 22 травня 2019), Tokyo–Narita, Zürich Сезонний: Аруба, Барселона, Чарлстон (Південна Кароліна), Цинциннаті, Дублін, Ігл-Вейл, Единбург, Гранд-Кайман, Гватемала, Гайден-Стімбоут-Спрінгс, Індіанаполіс, Джексонвілл, Лісабон, Мадрид, Маямі (відновиться 19 грудня 2018), Монтего-Бей, Нашвілл, Норфолк, Піттсбург, Провіденсіалес, Пунта-Кана, Рим-Фіуміччіно, Сент-Мартен, Сент-Томас, Сан-Антоніо, Сан-Хосе-де-Коста-Рика, Сан-Хосе-дель-Кабо, Ванкувер    | [ 54 ]  |
| United Express               | Олбані, Атланта, Остін, Бостон, Буффало, Барлінгтон (Вермонт), Чарлстон (Південна Кароліна), Чарлстон (Західна Вірджинія), Шарлотт, Шарлоттвілл (Вайоминг), Клаксбург (Західна Вірджинія), Чаттануга, Чикаго-О'Хара, Цинциннаті, Клівленд, Колумбія (Південна Кароліна), Колумбус-Гленн, Даллас-Форт-Верт, Дайтон, Детройт, Фаєттвілл (Північна Кароліна), Гранд-Репідс, Грінборо, Грінвілл-Спартанбург, Гаррісбург, Гартфорд, Х'юстон-Інтерконтінентал, Гантсвілл, Індіанаполіс, Ітака, Джексонвілл, Канзас-Сіті, Кноксвілл, Льюїсбург (Західна Вірджинія), Луїсвілл, Міннеаполіс-Сент-Пол, Монреаль-Трюдо, Нашвілл, Новий Орлеан, Нью-Йорк-Ла-Гуардія, Ньюарк, Норфолк, Оклагома-Сіті, Оттава, Філадельфія, Піттсбург, Платтсбург, Портленд (Мен), Провіденс, Ралей-Дурхам, Річмонд, Роуноук, Рочестер (Нью-Йорк), Сент-Луїс, Сан-Антоніо, Саванна, Шенандоу-Веллі, Стейт-Колледж (Пенсильванія), Сіракруз, Торонто-Пірсон, Вілмінгтон (Північна Кароліна), Уїлкс-Барр-Скрентон Сезонний: Нассау | [ 54 ]  |
| Virgin Atlantic              | Лондон-Хітроу | [ 56 ]  |
| Volaris Costa Rica           | Сан-Сальвадор, Сан-Хосе-де-Коста-Рика | [ 57 ]  |

 Примітки: 
- ↑ : Рейс авіакомпанії Avianca до Ла-Пасу, робить зупинку в Боготі.

### Вантажні

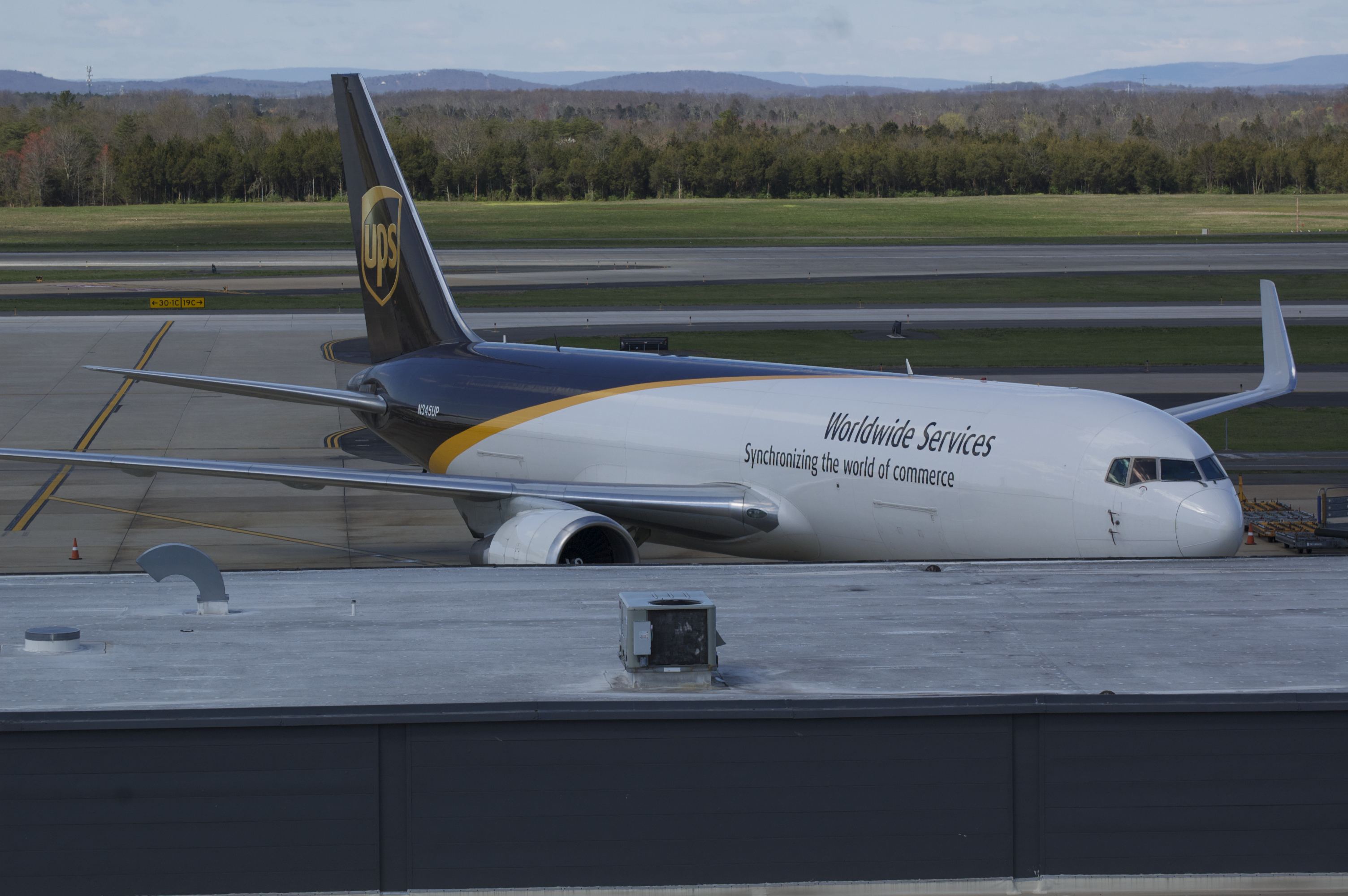
UPS Airlines Boeing 767 sitting on the ramp

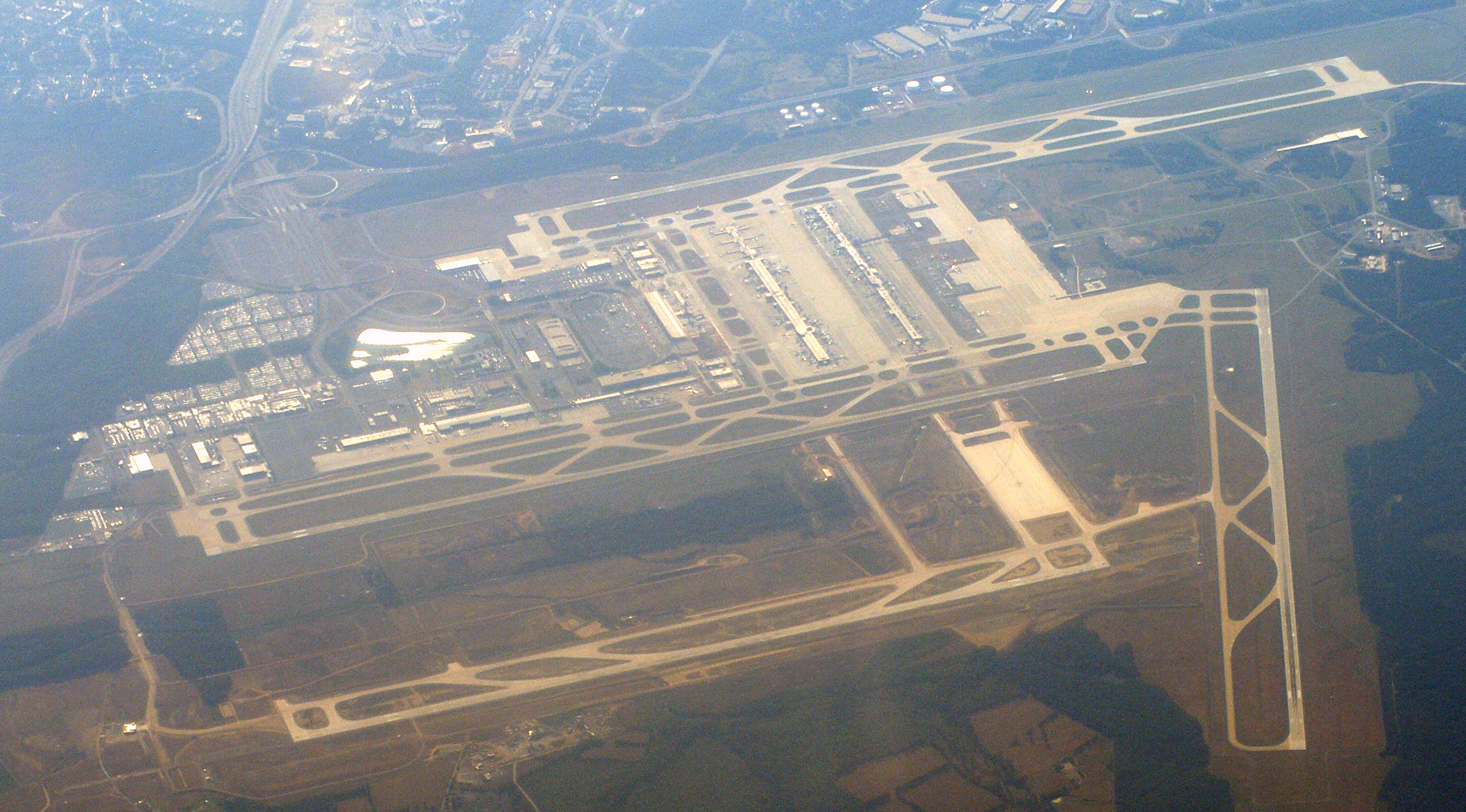
Вид з літака на аеропорт Даллеса

| Авіакомпанія  | Пункт призначення                                  |
| ------------- | -------------------------------------------------- |
| FedEx Express | Індіанаполіс, Мемфіс, Нью-Йорк-Дж. Кеннеді, Ньюарк |
| FedEx Express | Ньюарк                                             |
| UPS Airlines  | Луїсвілл                                           |

## Статистика

### Найпопулярніші напрямки
| Місце | Аеропорт                   | Пасажири | Перевізники                              |
| ----- | -------------------------- | -------- | ---------------------------------------- |
| 1     | Денвер, Колорадо           | 535,100  | Frontier, Southwest, United              |
| 2     | Сан-Франциско, Каліфорнія  | 523,610  | Alaska, United, Virgin America           |
| 3     | Лос-Анджелес, Каліфорнія   | 517,710  | Alaska, American, United, Virgin America |
| 4     | Атланта, Джорджія          | 430,920  | Delta, Southwest, United                 |
| 5     | Орландо, Флорида           | 311,770  | Frontier, Southwest, United              |
| 6     | Бостон, Массачусетс        | 265,510  | JetBlue, United                          |
| 7     | Даллас-Форт-Верт, Техас    | 258,530  | American, United                         |
| 8     | Чикаго-О'Хара, Іллінойс    | 234,830  | United                                   |
| 9     | Шарлотт, Північна Кароліна | 220,090  | American, United                         |
| 10    | Х'юстон, Техас             | 199,370  | United                                   |

| Місце | Аеропорт             | Пасажири | Зміна за рік | Перевізники                                       |
| ----- | -------------------- | -------- | ------------ | ------------------------------------------------- |
| 1     | Лондон-Хітроу        | 826,590  | ▼00.1 %      | British Airways, United Airlines, Virgin Atlantic |
| 2     | Франкфурт            | 602,297  | ▲02.3 %      | Lufthansa, United Airlines                        |
| 3     | Париж-Шарль де Голль | 459,422  | ▲07.3 %      | Air France, United Airlines                       |
| 4     | Амстердам            | 299,535  | ▲013.5 %     | KLM, United Airlines                              |
| 5     | Токіо–Наріта         | 288,382  | ▲01.1 %      | All Nippon Airways, United Airlines               |
| 6     | Мюнхен               | 274,100  | ▲05.8 %      | Lufthansa, United Airlines                        |
| 7     | Пекін-Столичний      | 266,773  | ▲012.7 %     | Air China, United Airlines                        |
| 8     | Дубай                | 253,583  | ▼07.7 %      | Emirates                                          |
| 9     | Торонто–Пірсон       | 243,775  | ▲012.1 %     | Air Canada Express, United Airlines               |
| 10    | San Salvador         | 227,164  | ▲06.4 %      | Avianca El Salvador                               |
| 11    | Брюссель             | 224,947  | ▲08.9 %      | Brussels Airlines, United Airlines                |
| 12    | Panama City          | 210,764  | ▲010.6 %     | Copa Airlines                                     |
| 13    | Addis Ababa          | 202,187  | ▲037.1 %     | Ethiopian Airlines                                |
| 14    | Доха                 | 192,901  | ▼09.0 %      | Qatar Airways                                     |
| 15    | Канкун               | 189,843  | ▼08.5 %      | Delta Air Lines, United Airlines                  |
| 16    | Дублін               | 176,502  | ▲016.0 %     | Aer Lingus, United Airlines                       |
| 17    | Стамбул–Ататюрк      | 176,398  | 00.0 %       | Turkish Airlines                                  |
| 18    | Рейк'явік–Кеплавік   | 167,687  | ▲025.8 %     | Icelandair                                        |
| 19    | Seoul–Incheon        | 163,888  | ▲09.3 %      | Korean Air                                        |
| 20    | Мехіко               | 146,564  | ▼03.4 %      | Aeroméxico, United Airlines                       |

Частка авіакомпаній на ринку
| Rank | Airline            | Passengers |
| ---- | ------------------ | ---------- |
| 1    | United Airlines    | 1,079,478  |
| 2    | American Airlines  | 87,357     |
| 3    | Delta Air Lines    | 75,772     |
| 4    | Southwest Airlines | 38,085     |
| 5    | British Airways    | 32,531     |
| 6    | Virgin America     | 28,676     |
| 7    | Lufthansa          | 27,608     |
| 8    | Emirates           | 26,875     |
| 9    | JetBlue Airways    | 25,365     |
| 10   | Avianca            | 22,712     |

### Щорічний трафік
| Рік  | Пасажирообіг | Зміна з попереднього року | Кількість злетів-посадок | Тоннаж вантажу |
| ---- | ------------ | ------------------------- | ------------------------ | -------------- |
| 1999 | 19,797,329   |                           | 465,195                  | 395,981        |
| 2000 | 20,104,693   | ▲1.55 %                   | 456,436                  | 423,197        |
| 2001 | 18,002,319   | ▼10.46 %                  | 396,886                  | 364,833        |
| 2002 | 17,235,163   | ▼4.26 %                   | 372,636                  | 358,171        |
| 2003 | 16,950,381   | ▼1.65 %                   | 335,397                  | 314,601        |
| 2004 | 22,868,852   | ▲34.92 %                  | 469,634                  | 342,521        |
| 2005 | 27,052,118   | ▲18.29 %                  | 509,652                  | 334,071        |
| 2006 | 23,020,362   | ▼14.90 %                  | 379,571                  | 386,785        |
| 2007 | 24,737,528   | ▲7.46 %                   | 382,943                  | 395,377        |
| 2008 | 23,876,780   | ▼3.48 %                   | 360,292                  | 368,064        |
| 2009 | 23,213,341   | ▼2.78 %                   | 340,367                  | 358,535        |
| 2010 | 23,741,603   | ▲2.28 %                   | 336,531                  | 366,333        |
| 2011 | 23,211,856   | ▼2.22 %                   | 327,493                  | 333,683        |
| 2012 | 22,561,521   | ▼2.80 %                   | 312,070                  | 302,766        |
| 2013 | 21,947,065   | ▼2.70 %                   | 307,801                  | 253,361        |
| 2014 | 21,572,233   | ▼1.70 %                   | 289,306                  | 267,753        |
| 2015 | 21,650,546   | ▲0.40 %                   | 268,619                  | 262,158        |
| 2016 | 21,969,094   | ▲1.50 %                   | 265,025                  | 266,081        |
| 2017 | 22,892,504   | ▲4.20 %                   | 264,575                  | 298,683        |